# Bison d'Europe
Bos bonasus, Bison bonasus
Pour les articles homonymes, voir Bison (homonymie).
Espèce
Synonymes
- Bison europaeus[1]
- Bison bonasus (Linnaeus, 1758)[1]
- Urus nostras Bojanus, 1827[1]

Statut de conservation UICN

NTC2a(i) : Quasi menacé
Le Bison d'Europe (Bison bonasus ou Bos bonasus) est une espèce de mammifère ruminant de la famille des Bovidés. 
C'est une des deux espèces du genre Bison, l'autre étant le Bison américain. Les deux espèces de bisons sont considérées par certains auteurs comme appartenant au genre Bos (Bos bison), à cause de croisements possibles entre espèces du genre Bison et du genre Bos (voir Beefalo).
Commun durant toute la préhistoire, il a failli être exterminé par la chasse et aussi par la quasi-disparition de son milieu naturel, la forêt primaire, remplacée dès la révolution agricole du néolithique par des champs et des pâturages : les derniers spécimens sauvages avaient été tués en Pologne en 1927.
Désormais protégé, il est peu à peu réintroduit en Europe depuis les années 1950, à partir de douze reproducteurs issus de parcs zoologiques. 
La population de bisons d'Europe en 2020 est constituée de 1 791 individus en captivité, 501 en semi-liberté et 6 819 à l'état sauvage. Ils sont répartis dans 33 pays. Mis à part 33 animaux en captivité, tous ces bisons vivent en Europe. Les bisons sauvages se trouvent dans le centre et l'Est du continent : Allemagne, Biélorussie, Bulgarie, Lettonie, Lituanie, Pologne, Roumanie, Russie, Slovaquie et Ukraine. Les programmes d'élevage en semi-liberté permettent de réintroduire les animaux dans la nature.

## Historique

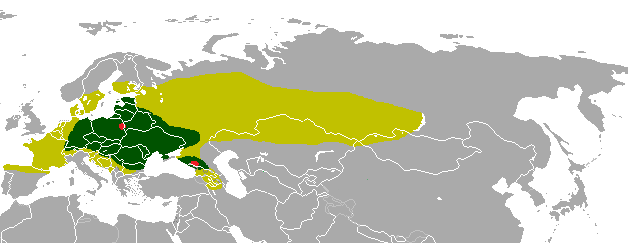
Aire de répartition historique du Bison d'Europe :
Holocène
Haut Moyen Âge
XX

Le bison d'Europe était très répandu sur tout le continent européen, de l'océan Atlantique à l'Oural (excepté le sud de la péninsule Ibérique, le sud de l'Italie, la péninsule Scandinave et les îles Britanniques), et ce jusqu'au Moyen Âge. Il est également possible qu'il ait peuplé la Sibérie, mais ce point demande à être confirmé.
La présence de bisons en Grèce antique est attestée par plusieurs auteurs. Aristote, au IVe siècle av. J.-C., évoque dans son Histoire des animaux un animal appelé bonasos (βόνασος) présent en Péonie et en Médique, identifié comme le bison. Au IIe siècle, l'écrivain grec Pausanias le Périégète mentionne dans sa Description de la Grèce la présence de bisons en Péonie, une région de Thrace, en Grèce du Nord, animaux qu'il appelle tantôt « bisons », tantôt « taureaux de Péonie » dans le même passage. Il décrit une technique locale permettant d'en capturer. Cette technique consiste à rabattre l'animal vers un piège situé sur une pente et consistant en des peaux de bêtes huilées sur lesquelles l'animal dévale la pente, jusqu'à finir enfermé entre des palissades construites au préalable. Pausanias indique dans le même passage qu'un roi des Péoniens, Dropion fils de Déon, avait consacré dans le sanctuaire d'Apollon à Delphes une tête de bison en bronze que l'auteur a vue en visitant l'endroit. Pausanias indique aussi avoir vu ces taureaux de Péonie parmi les curiosités de Rome. Le poète Oppien d'Apamée, qui vit au IIIe siècle, donne une description des bisons dans son épopée des Cynégétiques (consacrée, comme son nom l'indique, à la chasse) ; il rapproche leur nom de celui de la région de Bistonie, en Thrace, où vivaient les Bistones.
Charlemagne chassait le bison d'Europe et l'aurochs, dans la région de Liège et d'Aix-la-Chapelle. Buffon, dans son Histoire naturelle (1763), l'appelle zoubre (du polonais żubr) et le distingue ainsi de l'aurochs.
Exterminé après la Première Guerre mondiale, le bison d'Europe ne survivait alors plus qu'en captivité. Il a été progressivement réintroduit dans la nature après la Seconde Guerre mondiale.

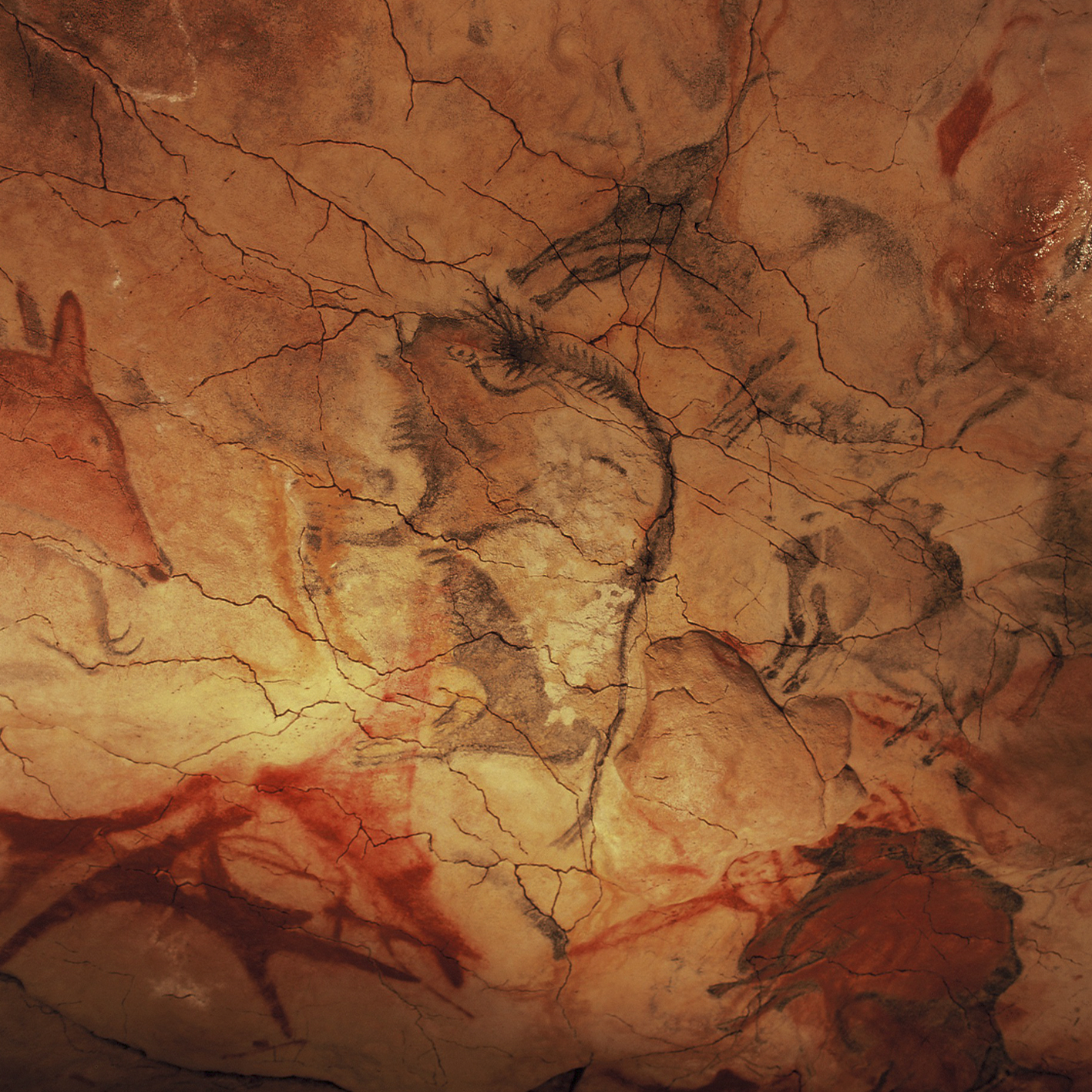
Bisons dessinés sur le plafond de la grotte d'Altamira.
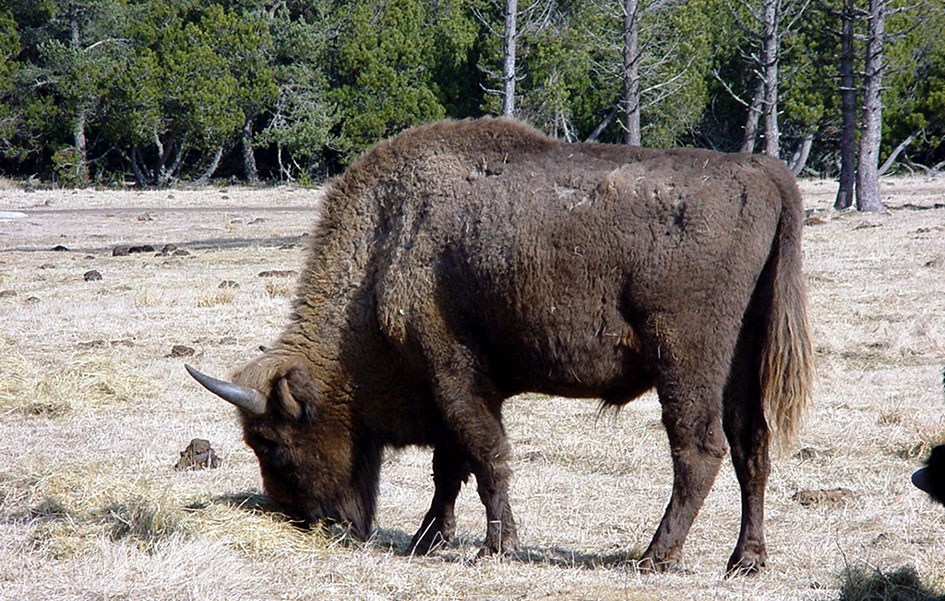
Bison de la réserve de la Margeride.
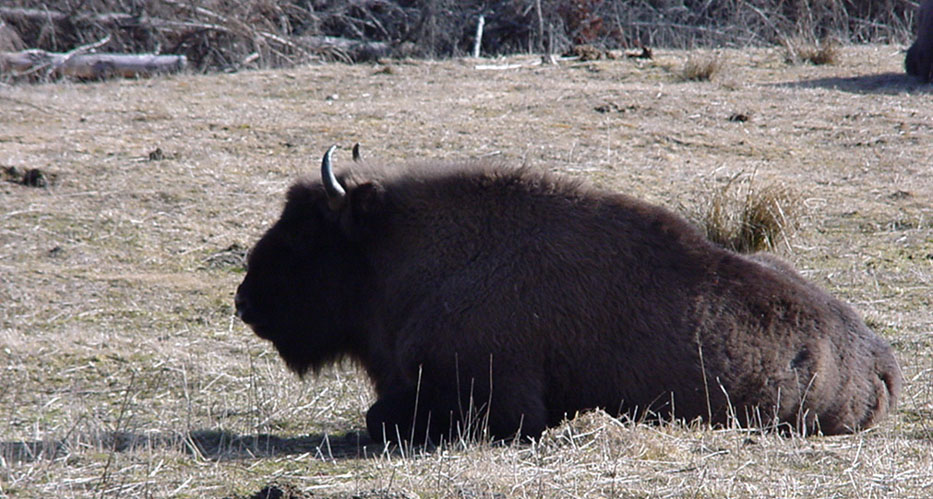
Bison ruminant.
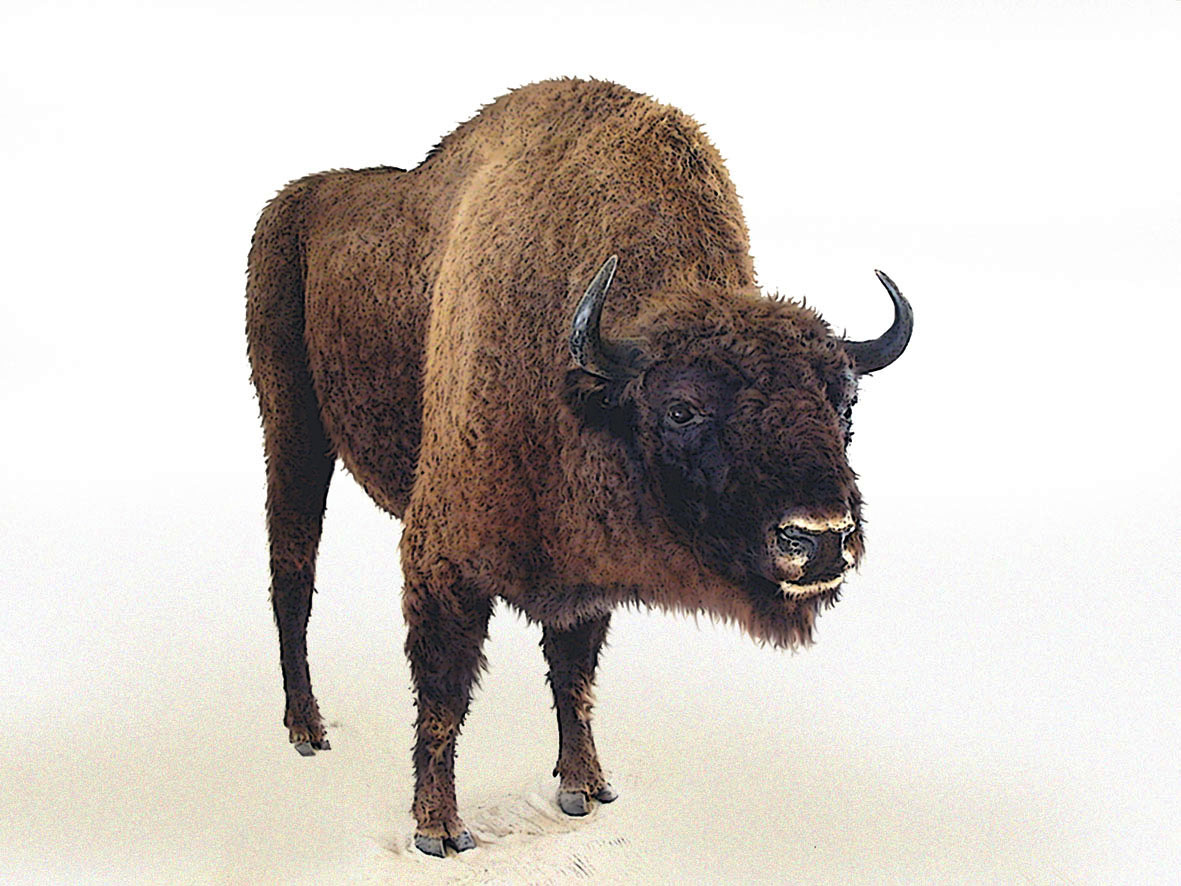
Art animalier d'après un bison naturalisé.

## Description
Le poids moyen du mâle est d'environ 800 kg (1 200 kg au maximum), et sa taille peut atteindre 1,80 m, voire 2 m au garrot, et jusqu'à 3 m de long. La femelle est plus petite, avec un poids entre 350 et 600 kg. C'est le plus gros mammifère terrestre d'Europe.
L'animal peut vivre 15 à 20 ans, surtout en captivité où il n'a pas de prédateur. Dans la nature, le bison a surtout comme prédateur le loup.
Les accouplements ont lieu à la fin de l'été et au début de l'automne. Après neuf mois de gestation, les petits naissent au printemps, ils sont joueurs, affectueux et faciles à apprivoiser. À deux mois, leur bosse commence à pousser. À 1 an, ils deviennent dangereux[pas clair].
La nourriture de ce ruminant est constituée de quelque 250 variétés végétales différentes, avec une prédominance d'herbes, mais avec aussi des écorces et des feuilles.
L'animal vit en petits troupeaux familiaux de trente têtes au maximum, dirigés par une femelle. Ces troupeaux ont tendance à se disperser l'été en petits groupes, et à se reformer à l'automne.
Les groupes de mâles sont plus petits, de l'ordre de deux à quatre individus, en général.
Le bison d'Europe (Bison bonasus) vit essentiellement en forêt comme le bison des bois (Bison bison athabascae, sous-espèce du Bison d'Amérique du Nord) et à l'inverse du bison des plaines (Bison bison bison, autre sous-espèce du Bison d'Amérique du Nord) qui lui est exclusivement un animal de prairie.

### Sous-espèces
Trois sous-espèces de bison d'Europe ont été décrites, mais d'autres ont peut-être existé dans le passé :
- Bison bonasus bonasus (Linnaeus, 1758) – Pologne, Allemagne et Roumanie
- † Bison bonasus caucasicus (Turkin et Satunin, 1904) – région du Caucase
- † Bison bonasus hungarorum (Kretzoi, 1946) – montagnes des Carpates et Transylvanie

La première sous-espèce existe toujours. La seconde a disparu, mais conserve des descendants dans une lignée hybride de Bison bonasus bonasus et de Bison bonasus caucasicus.

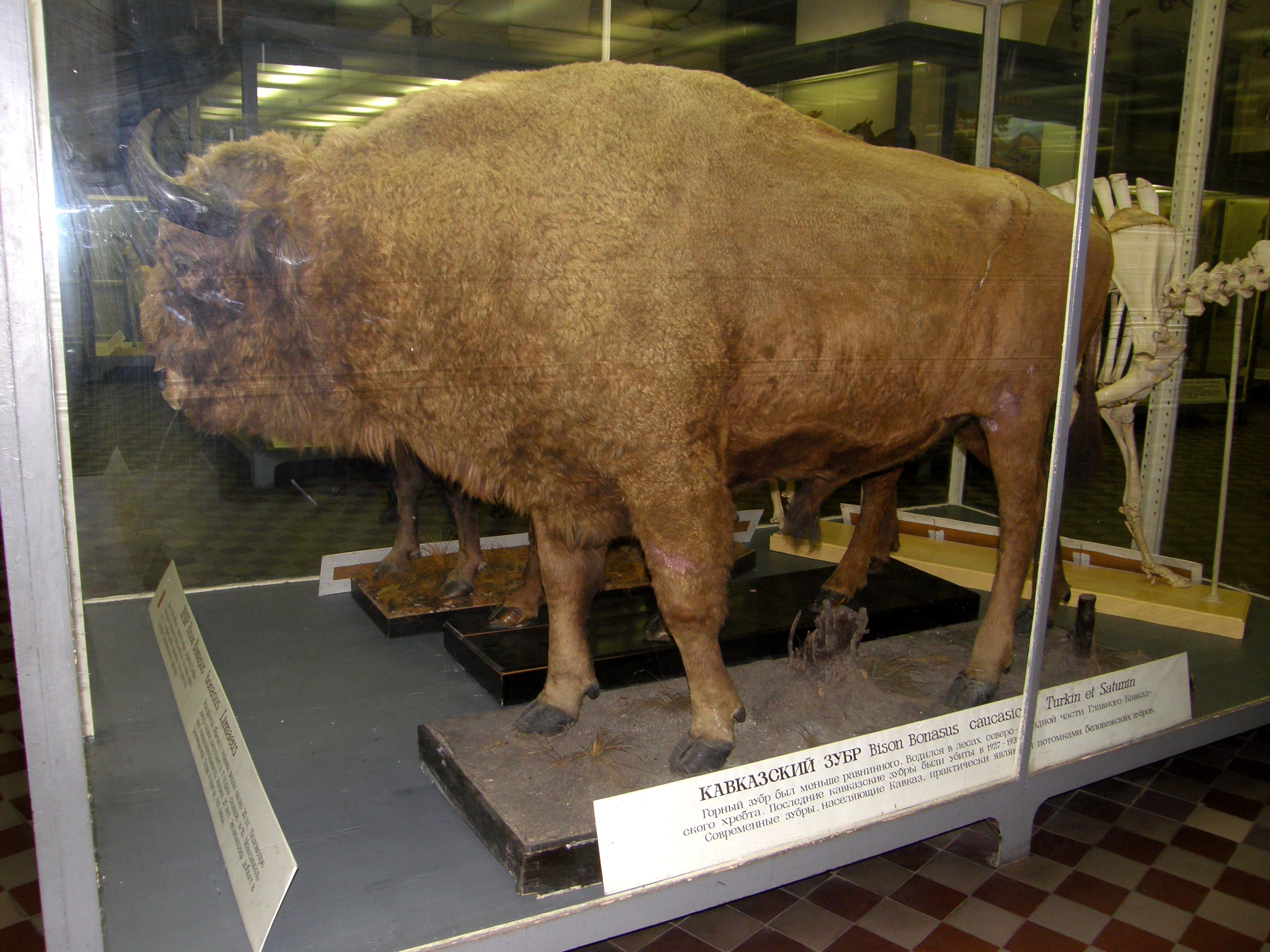
Bison bonasus caucasicus empaillé.
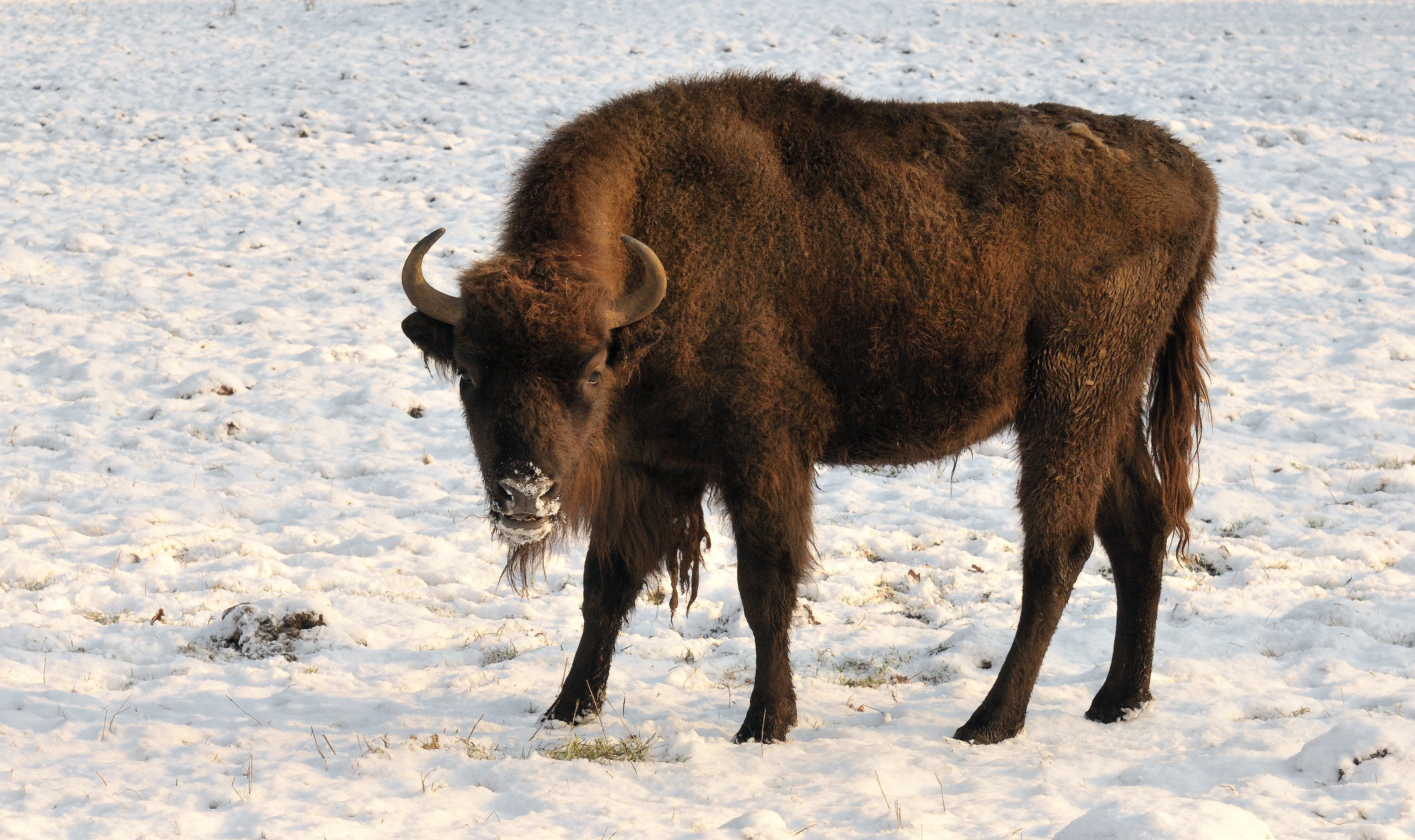
Bison bonasus bonasus dans la neige à la réserve de Springe en Allemagne.

## Une espèce en péril

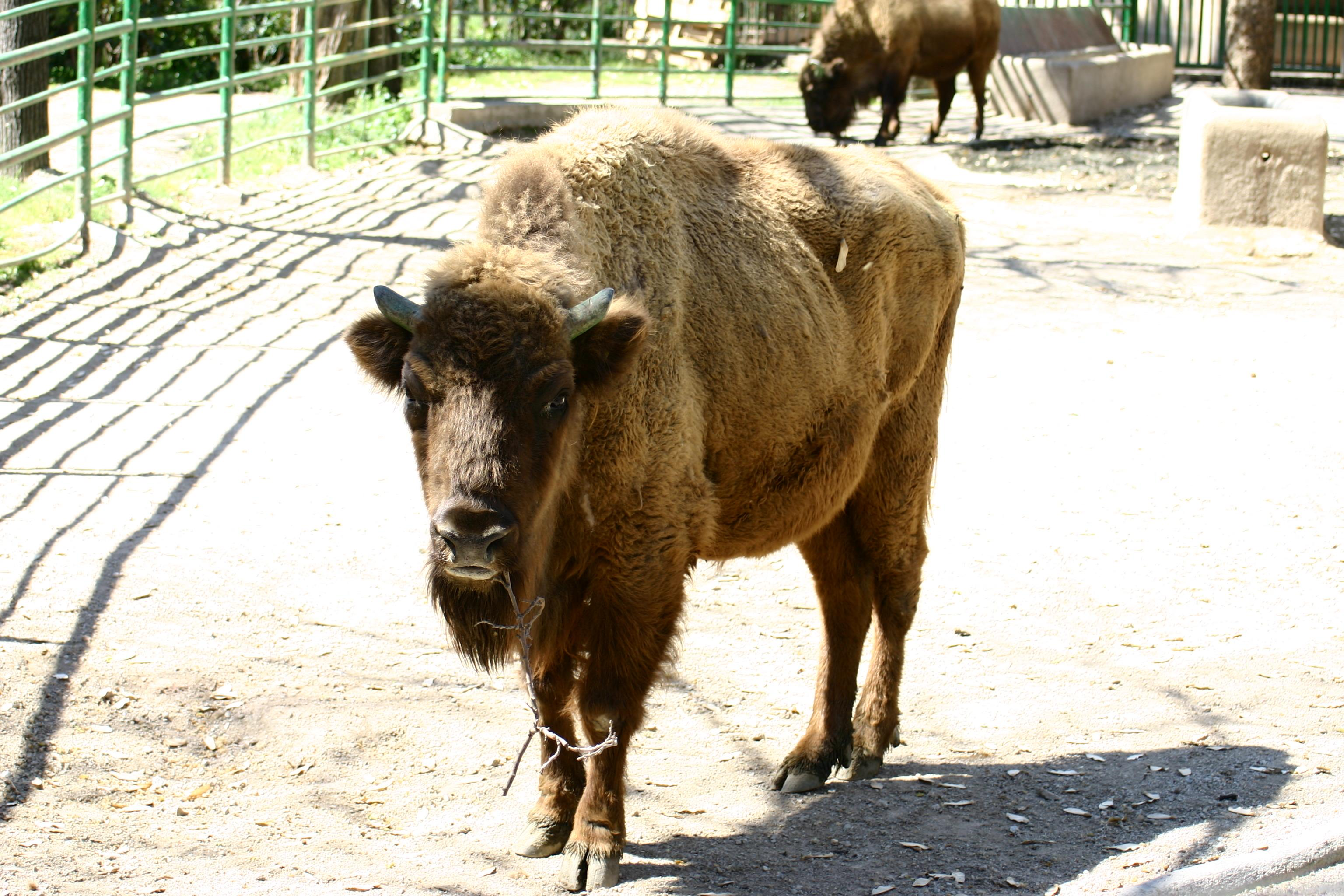
Jeune bison au zoo de Barcelone.

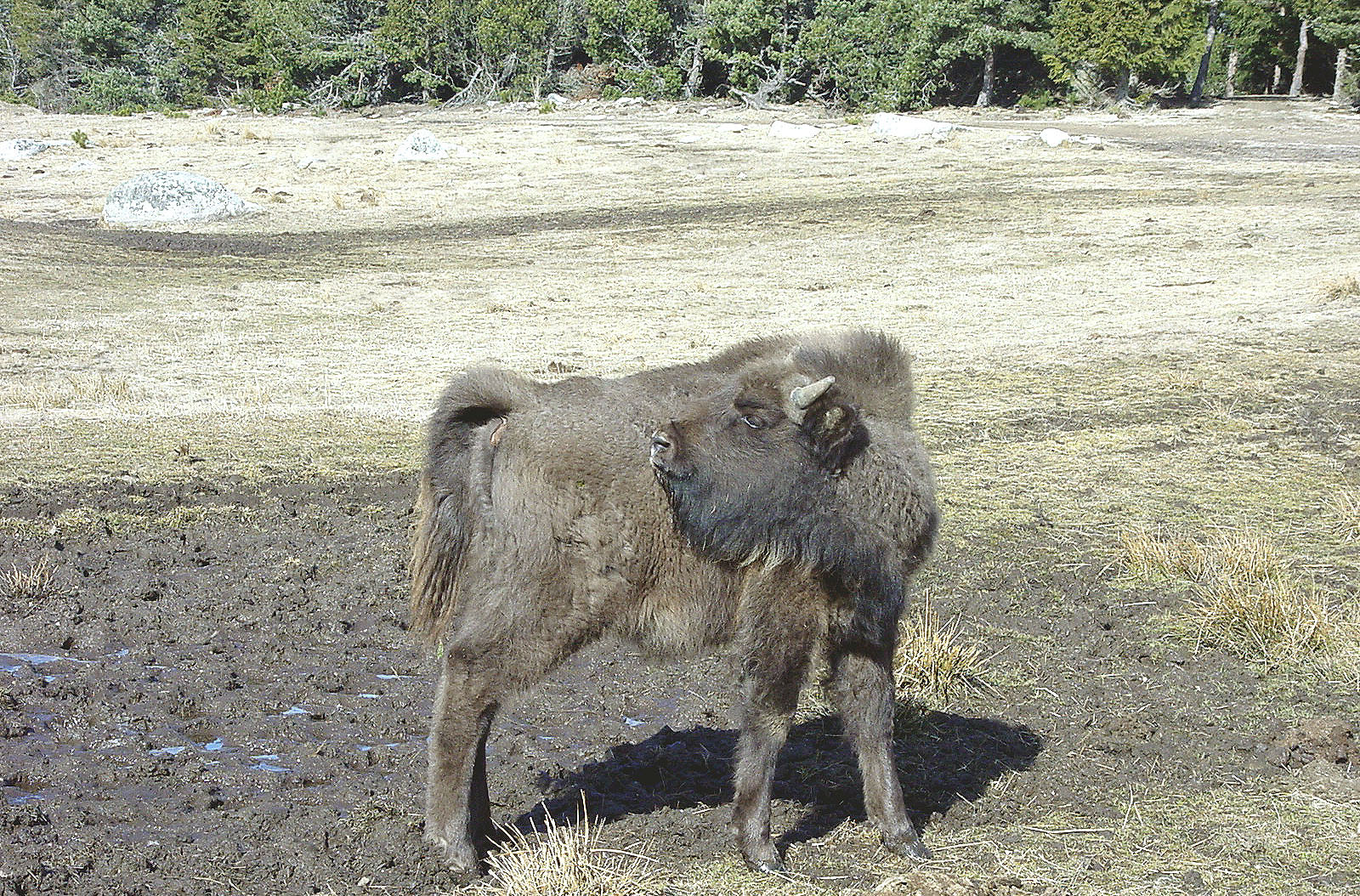
Jeune bison en semi-liberté en France (Lozère).

### Extermination
Le bison d'Europe disparut de France au VIIIe siècle, de Suisse au XIe siècle, d'Allemagne au XVIIe siècle, de Transylvanie (Roumanie) au XVIIe siècle et de Pologne, son ultime refuge, dans les années 1920.
Ces disparitions sont largement dues à la chasse, mais aussi à la régression de ses habitats (agriculture, urbanisation).
Gibier de rois, des mesures furent décidées assez tôt pour sa protection, mais sans succès. Il fut interdit de le tuer dans la Pologne du XVIe siècle. Des élevages furent entrepris et une tentative de réintroduction fut menée avec des bêtes d'élevage dans le Mecklembourg en 1689 et en Saxe en 1733, sans succès.

### Sauvetage
À la fin des années 1920, les seuls bisons d'Europe encore vivants (54, dont 29 mâles et 25 femelles) ne survivaient plus que dans les zoos. Il s'agissait alors essentiellement de la sous-espèce de plaine Bison bonasus bonasus. La sous-espèce des montagnes du Caucase (Bison bonasus caucasicus) a aujourd'hui disparu. Il n'en reste qu'une lignée mixte, mélange de Bison bonasus bonasus et de Bison bonasus caucasicus, que les généticiens maintiennent soigneusement séparée de la lignée pure des plaines (Bison bonasus bonasus).
Seuls douze géniteurs sur les 54 survivants se sont finalement reproduits. La population actuelle de la sous-espèce des plaines (B. b. bonasus) est issue de sept sujets seulement : quatre mâles et trois femelles. C'est la principale population actuelle.
Une autre lignée a été formée à partir de quatre mâles et sept femelles B. b. bonasus, et d'un mâle B. b. caucasicus.

Distribution du bison d'Europe en 2010.

Certains fondateurs sont à la fois présents dans l'ascendance de la première lignée et dans celle de la seconde. Tous les fondateurs de la souche B. b. bonasus sont originaires de la population qui vivait dans la forêt de Białowieża.
La population du XXIe siècle descend d'un très petit nombre d'animaux et la variabilité génétique est donc relativement faible, surtout dans la population « pure » de B. b. bonasus. Elle aurait même tendance à se réduire, du fait du phénomène dit de dérive génétique (à chaque génération, certains individus ne se reproduisent pas, ou ne transmettent pas une partie de leurs gènes, et certaines formes génétiques disparaissent donc). De fait, la comparaison entre les squelettes des animaux actuels et ceux des animaux des siècles précédents fait apparaître certaines anomalies dans la population moderne.

### Société protectrice etEuropean Bison Pedigree Book
En août 1923, la Société internationale pour la protection du Bison d'Europe a été créée pour assurer la survie de l'animal. Seize pays étaient à l'époque représentés. La société disparut avec la Seconde Guerre mondiale, mais son travail fut poursuivi.
Des zoos ont commencé à s'organiser pour échanger des reproducteurs, éviter la consanguinité et augmenter la population vivant en captivité. Un European Bison Pedigree Book (EBPB) (« livre des pedigrees du bison d'Europe ») a été mis en place pour suivre les bisons et leur généalogie, afin de limiter la consanguinité et les croisements entre sous-espèces et entre espèces. En effet, avant la Seconde Guerre mondiale, il existait un certain nombre d'hybrides entre Bison bonasus bonasus et Bison bonasus caucasinus. Il existait aussi des hybrides de bisons d'Europe et de bisons américains car les deux espèces, très proches, font des hybrides fertiles. Ces hybrides américains, risquant de faire disparaître la souche originelle des bisons d'Europe, furent en partie abattus en 1945. Aujourd'hui encore de nombreux zoos et parcs animaliers sont membres de cet EBPB, comme la réserve animale du Domaine des grottes de Han en Belgique dans les Ardennes.

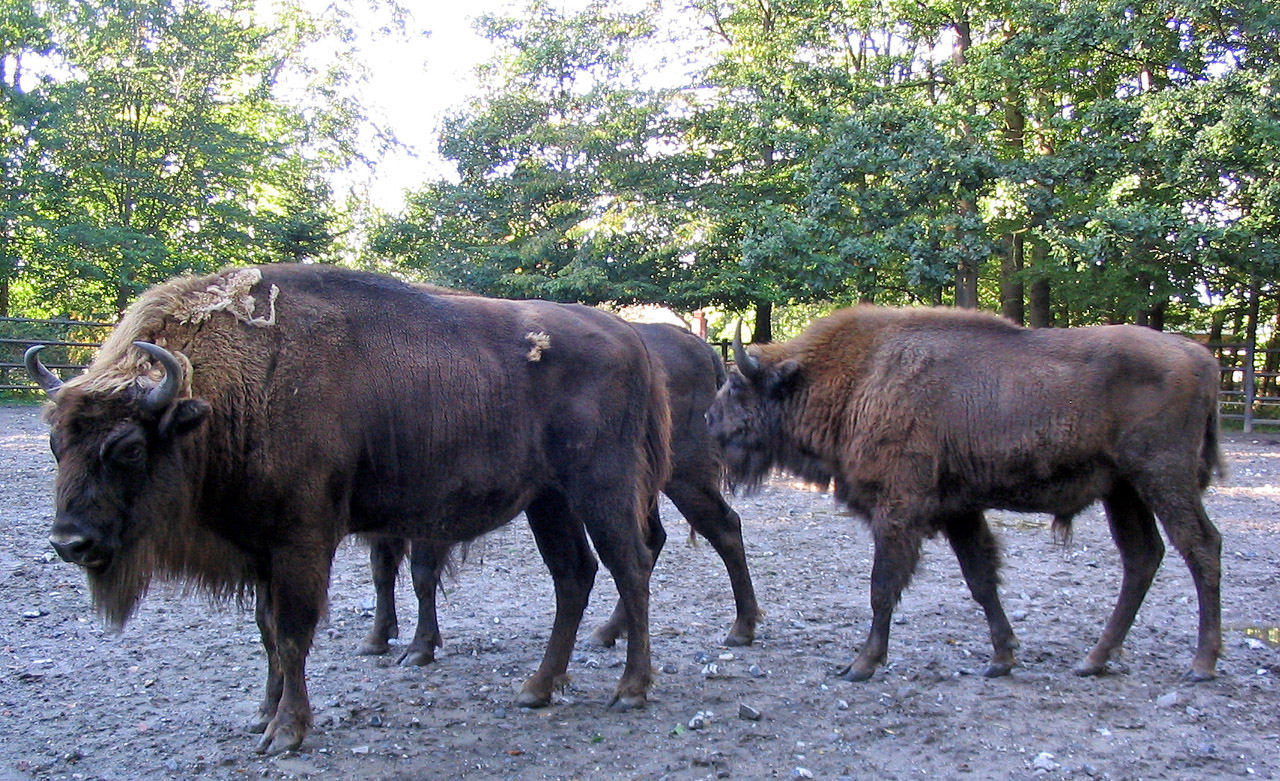
Un groupe de bisons en captivité.

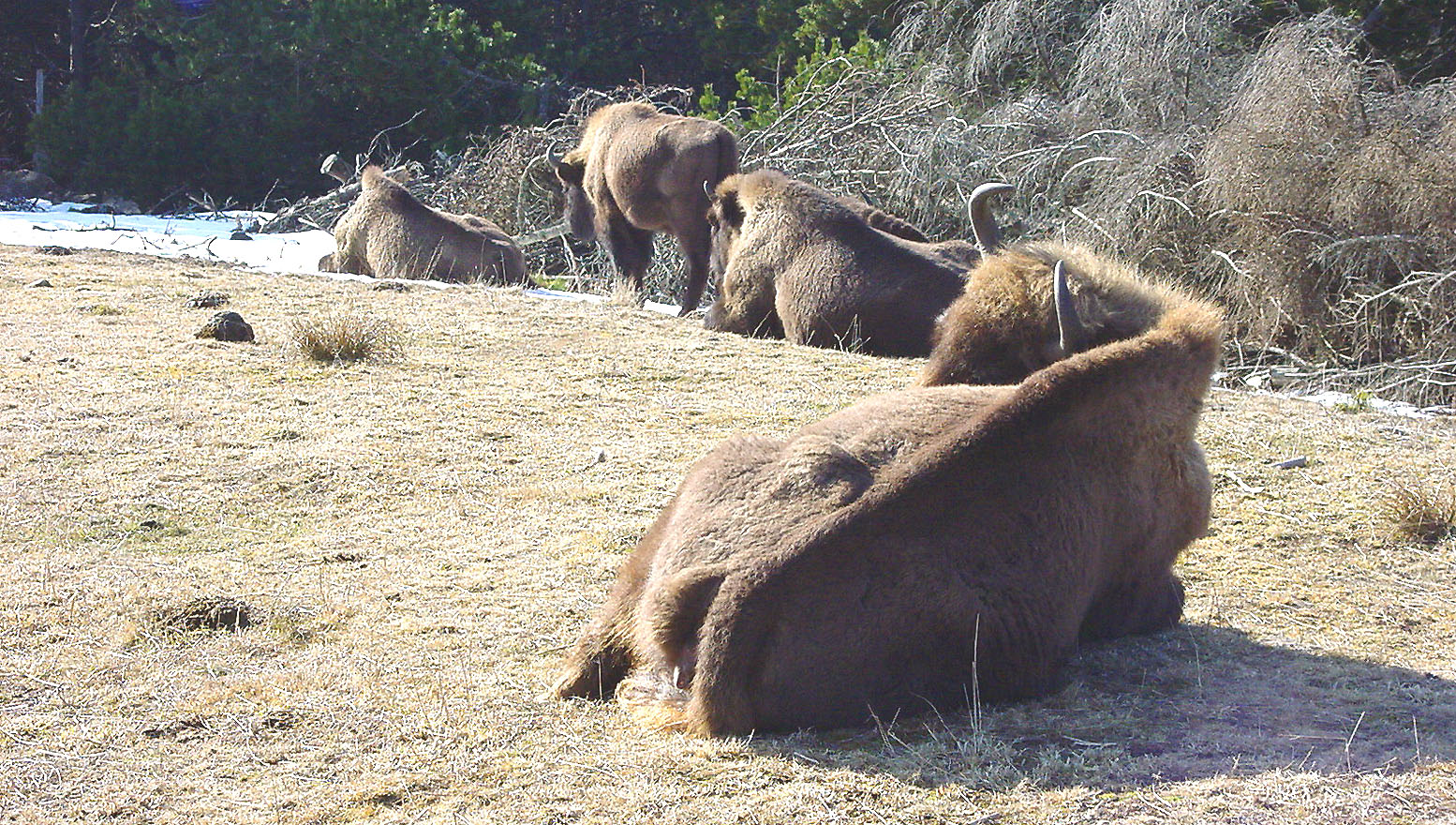
Groupe de bisons en semi-liberté.

L'European Bison Pedigree Book fut l'instrument permettant :
- de maintenir le bison d'Europe en tant qu'espèce séparée, en empêchant les hybrides européen X américain de se croiser avec les bisons d'Europe ;
- de maintenir une lignée Bison bonasus bonasus libre de toute influence de Bison bonasus caucasicus ;
- d'éviter une trop grande consanguinité.

L'EBPB était publié en Allemagne avant la Seconde Guerre mondiale, et l'est en Pologne depuis la fin de la guerre.

### Réintroductions en milieu naturel et parcs animaliers

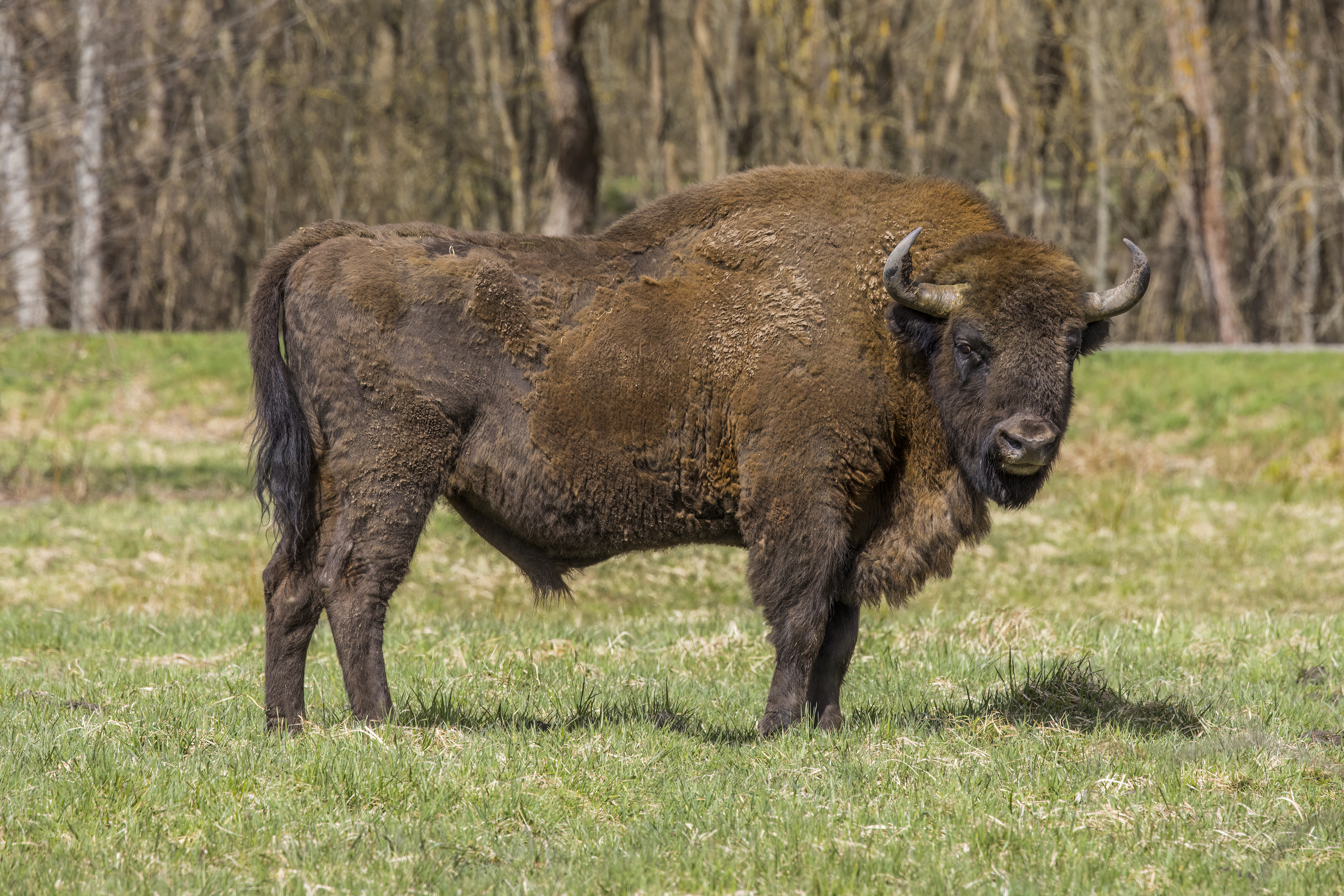
Mâle adulte dans la forêt de Białowieża (Pologne).

À compter de 1952, les Polonais ont réalisé la première réintroduction du bison d'Europe (lignée B.b. bonasus) dans la grande forêt de Białowieża, dans l'est de la Pologne dont il habitait autrefois les régions boisées. La réintroduction a été couronnée de succès, et d'autres réintroductions ont suivi dans l'est de l'Europe. On trouve aujourd'hui des bisons sauvages en Pologne, Roumanie, Ukraine, Biélorussie, Slovaquie, Russie, Lituanie, Allemagne et Suisse. Le 11 avril 2013, huit bisons européens ont été réintroduits en Allemagne dans le massif du Rothaargebirge à 200 km de la frontière néerlandaise. L'Allemagne devient ainsi le premier pays ouest-européen à relâcher des bisons en liberté. La majorité des troupeaux appartiennent à la sous-espèce Bison bonasus bonasus, mais quelques-uns appartiennent à la lignée mixte.

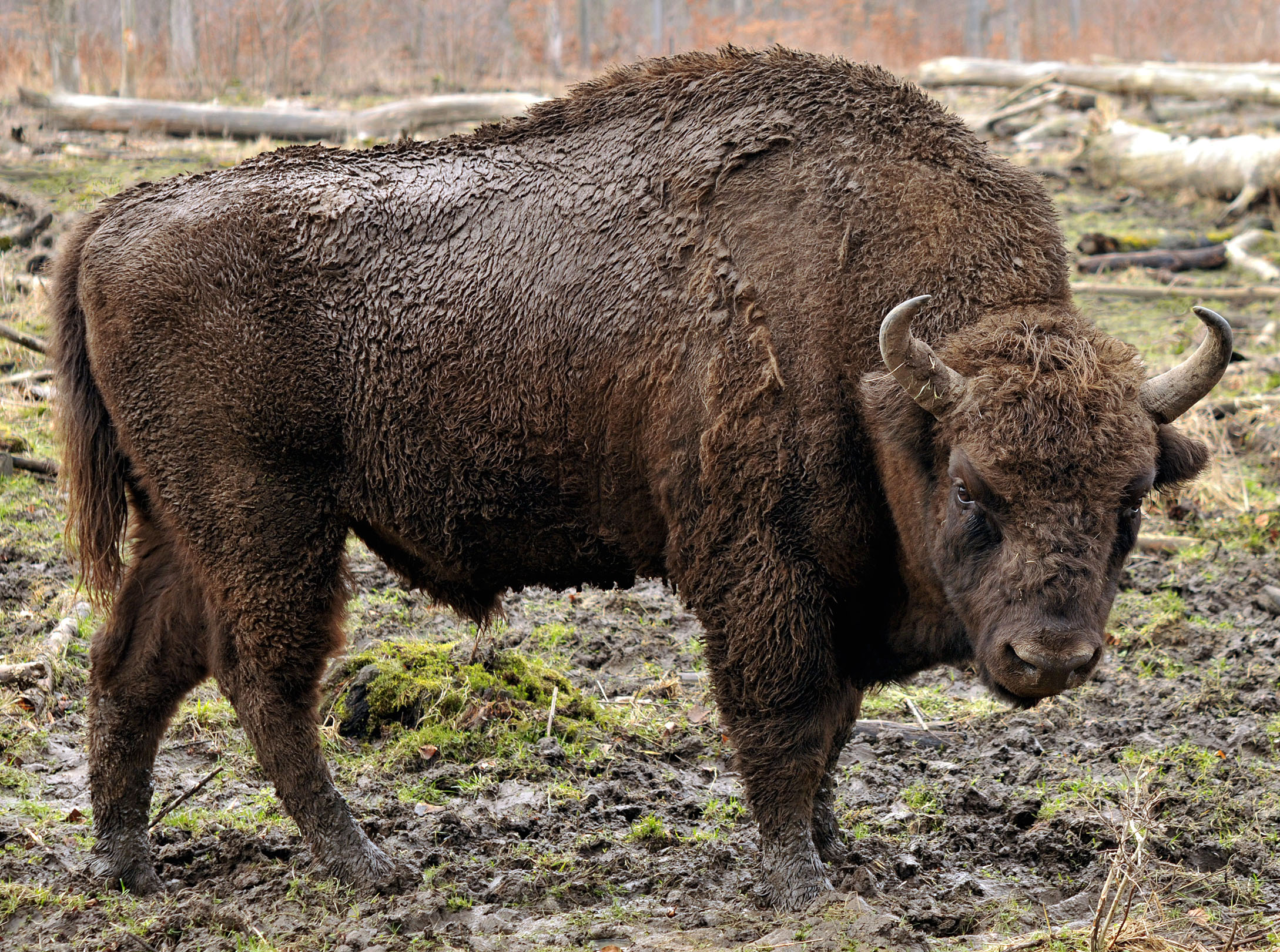
Jeune adulte mâle au Wisentgehege Springe (Allemagne).

Il a également été créé deux troupeaux totalement sauvages d'hybrides de Bison bonasus X Bison bison (bison américain). Tous deux ont été réintroduits dans le Caucase (fédération de Russie), le premier en 1954 (1 300 individus en 1984, 550 en 1999), et le second entre 1959 et 1967 près de Naltchik (250 animaux en 1993, 18 en 2001). Les deux populations ont connu une bonne expansion, mais ont fortement baissé à compter des années 1990 à cause du braconnage. Ces deux groupes ne sont pas inclus dans les chiffres de la population de bison d'Europe, eu égard à leur hybridation. D'après Skipo en 1990, l'influence génétique du bison d'Amérique dans le premier groupe (le plus important) était de seulement 5,24 %. Les spécialistes qui s'occupent de la protection du bison d'Europe sont cependant généralement très hostiles à ces troupeaux, en lesquels ils voient un risque de disparition du bison d'Europe en tant qu'espèce à part entière. Il existe aussi des troupeaux d'hybrides vivant en semi-liberté et en captivité.
Depuis 1996, un programme européen pour les espèces menacées (ou EEP, pour European Endangered Species Programme) a été mis en place. Les EEP sont des programmes européens de reproduction en captivité d'animaux menacés. En 2000, 405 animaux de 62 centres (35 % de la population captive) participaient à ce programme.
En France, on trouve le bison d'Europe dans des zoos et des parcs animaliers. Il vit en semi-liberté sur 200 hectares, dans le parc animalier de Sainte-Eulalie, en Margeride (Lozère), sur 350 hectares dans le parc de vision de Bel-Val dans les Ardennes, ainsi que dans le parc animalier du Haut-Thorenc s'étendant sur 700 hectares à Thorenc dans les Alpes-Maritimes.
L'édition 2002 du Livre des pedigrees du bison d'Europe indique qu'il y a 3 097 bisons d'Europe vivant dans le monde, dont environ 1 600 en liberté (non compris les hybrides bison d'Europe X bison d'Amérique). Ce chiffre est sous-estimé, car tous les gestionnaires de troupeaux (que ceux-ci soient captifs ou libres) ne remontent pas leurs données dans l'EBPB. En mai 2014, 17 bisons ont été relâchés en Roumanie, dans les Carpates méridionales. Et en 2024, près de 180 bisons vivent désormais dans les montagnes de Tarcu, dans le sud-ouest de la Roumanie.
Selon l'European Bison Pedigree Book de 2017, la population de bisons d'Europe atteignait alors 7 180 individus dont 5 036 vivant à l'état sauvage dans 42 troupeaux, 399 élevés en semi-liberté et 1 745 en captivité.
En 2019, cinq individus sont introduits dans un enclos de 50 hectares en forêt de Suchy dans le canton de Vaud en suisse. Les bisons y vivent en semi-liberté. Il est aussi prévu d'y étudier leur impact sur la biodiversité. Un premier petit y est né en juin 2020,.
Il est prévu de réintroduire un groupe à partir de 2022 dans le Kent, au sud-est de Londres, après 6 000 ans d'absence.
En Espagne, les défenseurs de l'environnement souhaitent faire évoluer la loi pour réintroduire des bisons afin de débroussailler les sous-bois et prévenir les incendies de forêt.

### Une espèce toujours menacée
Un des principaux problèmes actuels est l'isolement des populations réintroduites : « Les troupeaux existants en liberté sont souvent isolés sur de petits territoires [...] Pour l'instant, une population viable à l'intérieur d'un territoire continu n'a pas encore été établie ». Des populations plus petites sont plus facilement menacées par les aléas tels que le climat, les maladies, les prédateurs ou le braconnage.
Ce premier problème est étroitement lié à un second, la consanguinité. La population d'origine est très consanguine, et les troupeaux trop petits et trop dispersés favorisent encore la perte de diversité génétique. Certains problèmes osseux ou de fertilité apparaissent dans certains groupes.
Le braconnage a menacé certaines populations d'hybrides caucasiens, mais ce problème n'est pas considéré comme une menace majeure pour les populations de B. bonasus vivant actuellement dans la nature.

### Des bisons à nouveau en liberté?
Une Fondation de défense des grands herbivores accompagne un projet pilote (en cours) de retour d'un troupeau de bison européen en liberté en Allemagne, dans le « Rothaargebirge » dans deux districts administratifs (Siegen-Wittgenstein et Hochsauerland) du Land de Rhénanie-du-Nord-Westphalie dans une zone d'environ 6 900 ha de la région Rothaargebirge (pour moitié dans le « Schanze », qui est classé en zone Natura 2000, avec l'objectif d'une harde de 20 à 25 bisons (nombre calculé sur la base d'une estimation de la capacité d’accueil du milieu),.
L'expérience se veut aussi être une contribution active à la conservation du bison européen, qui ira beaucoup plus loin que la reproduction et les efforts de conservation de petits parcs et zoos,.
Il s'agit aussi d'élargir la gamme des espèces de grands herbivores indigènes et de remplir une niche écologique qui était devenue vacante (avec la disparition des mammouths, rhinocéros laineux puis des aurochs, bisons, élans) en termes de grands consommateurs d'herbe et de fourrage,.
Des mesures visent à favoriser l'acceptation de ce retour dans la région et à montrer qu'une gestion appropriée, viable et durable d'un habitat peut être faite avec et pour des grands mammifères autrefois indigènes même dans un pays densément peuplé comme l'Allemagne et que les usages des terres par l'homme peuvent être rendus compatibles avec les besoins de ces animaux. Au fur et à mesure de l'extension de la harde, des scientifiques étudieront ses effets sur la dynamique de population des arbres et en termes de régénération naturelle des forêts et d'économie sylvicole.
On sait qu'en l'absence de prédateurs naturels, la densification de certaines populations d'ongulés (cerf, chevreuil) peut endommager la capacité de régénération forestière. Le bison peut parfois écorcer certains arbres, peut-être pour acquérir des substances qui le soignent ; un des objectifs du projet est d'étudier comment le bison affecte les objectifs forestiers. On étudiera aussi comment une adaptation du régime de la chasse dans cette zone, ou une amélioration de la disponibilité en herbacées pourrait diminuer les impacts de la présence du bison sur les objectifs sylvicoles,.
Une zone de visualisation et un lieu d'information sont prévus pour permettre aux visiteurs de s'informer sur le projet ainsi que sur la biologie et l'histoire du bison d'Europe, la place de ces animaux au sein des écosystèmes prairiaux et forestiers, et les processus et services écosystémiques associés,.

## Éthologie
Le bison, animal social, pratiquerait une forme de « démocratie ». Tout individu peut prendre l'initiative de proposer au groupe une direction de déplacement, même si ce sont généralement les femelles gestantes ou allaitantes qui le font car elles ont des besoins alimentaires plus importants. Elles manifestent leur proposition d'un mouvement de tête, mais les autres membres de groupe ont la liberté d'entériner ou non la proposition. Ce n'est que lorsqu'un nombre de bisons suffisant a validé, d'un même mouvement de tête, la proposition initiale que le groupe se met en mouvement,. Ce type de comportement se retrouve également chez les buffles africains et chez des primates comme les babouins ou les macaques.
Selon l'éthologue Cédric Sueur, les processus de décisions collectives que l'on observe chez divers groupes d'animaux sociaux sont un moyen de maintenir la cohésion du groupe. « Si l’organisation était trop despotique, certains animaux quitteraient le groupe, et ce dernier perdrait ses avantages, notamment en matière de protection contre les prédateurs ». Ainsi, chez les bisons d'Europe dont les groupes suivent une dynamique de fission-fusion, le choix consensuel de la direction prise par le groupe permet de préserver la taille du groupe et même de recruter d'autres membres.

### Photographies externes
- Photos du projet allemand de restauration d'une harde d'une trentaine d'individus libres (voir bandeau en bas de page)